# Marco Lorini
Marco Lorini (Sesto San Giovanni, 24 gennaio 1912 – Savigliano, 7 ottobre 2005) è stato un calciatore italiano, di ruolo attaccante.

## Carriera
Giocò in Serie A nel Torino. Nella stagione 1941-1942 militò nella Saviglianese.
È deceduto all'età di 93 anni a causa dell'insufficienza cardiaca di cui soffriva da alcuni anni e che gli aveva causato alcune difficoltà di deambulazione, accudito dalla sorella e dai nipoti e pronipoti cui era molto legato.

## Palmarès

### Club

#### Competizioni nazionali
- Prima Divisione: 1

Sanremese: 1934-1935 (girone D)